# Bill's Best Friend
Bill's Best Friend è un album discografico di monologhi comici parlati dell'attore statunitense Bill Cosby pubblicato nel 1978 dalla Capitol Records.

## Il disco
La maggior parte del materiale contenuto nell'album fu riciclato nel film e nell'omonimo album del 1982 Bill Cosby: Himself (colonna sonora del film). Questo disco e il precedente, tutti e due editi dalla Capitol Records, furono ristampati in Australia nel 1992 in formato doppio CD con il titolo The Bill Cosby Collection.

## Tracce
1. Roland and the Rollercoaster – 9:12
2. Puberty – 3:37
3. People Who Drink – 3:18
4. Frisbies – 1:16
5. Chinese Mustard – 2:26
6. Famous People – 1:08
7. Let's Make a Deal – 1:12
8. Cars – 5:29
9. Illegal Drugs – 6:03
10. Parents and Grandparents – 5:38